# Парос (старий аеропорт)
Національний аеропорт Парос (грец. Κρατικός Αερολιμένας Πάρου) (IATA: PAS, ICAO: LGPA) — аеропорт на острові Парос, Греція. Аеропорт розташований в південно-західній частині острова, приблизно за 10 км від порту Парикія. Аеропорт був відкритий 5 жовтня 1982 року. Замінено на Новий аеропорт Парос 25 липня 2016 року

## Ресурси Інтернету
- Hellenic Civil Aviation Authority — Paros Airport [Архівовано 9 листопада 2016 у Wayback Machine.]
- Greek Airports Guide — Paros Airport
- Greek Airports — Paros National Airport [Архівовано 11 серпня 2019 у Wayback Machine.]